# Schoolcraft River
La Schoolcraft River est un affluent de rive droite du Mississippi d'environ 48 km de long situé au nord du Minnesota aux États-Unis.

## Géographie
En dépit de son cours limité, il est considéré comme le premier affluent important du Mississippi dans la mesure où sa longueur est comparable à celui du Mississippi à sa confluence. La rivière est nommée d'après Henry Schoolcraft qui a cartographié la région et a identifié en 1831 le lac Itasca comme la source du Mississippi.
La rivière prend sa source dans le lac Schoolcraft au centre du comté de Hubbard au sud de lac George. Il coule en direction du nord-nord-est à travers la forêt d'État Paul Bunyan et traverse le lac Plantagenet. Il rejoint le Mississippi juste avant que celui-ci ne se jette dans le lac Bemidji.
La rivière est une destination populaire pour le canotage récréatif, les loisirs et la pêche du doré jaune.